# Національний парк Саґарматга
Національний парк Саґарматга, також Сагарматха (неп. सगरमाथा), розташований у Гімалаях на території Непалу, на північний схід від столиці Катманду.
Територія займає 1148 км² екологічної зони Гімалаїв.
Статус національного парку присвоєний у липні 1976 року.

## Географія
Парк складається в основному з пересічених важкопрохідних земель і ущелин Верхніх Гімалаїв.
Висота територій коливається від 2845 м (Монжо) до 8848 м (гора Джомолунґма) над рівнем моря.
На території парку знаходяться наступні вершини (з них 3 восьмитисячники):
| № | Вершина               | Висота, м |
| - | --------------------- | --------- |
| 1 | Джомолунгма (Еверест) | 8848      |
| 2 | Лхоцзе                | 8516      |
| 3 | Чо-Ойю                | 8201      |
| 4 | Нупце                 | 7855      |
| 5 | Пуморі                | 7165      |
| 6 | Ама-Даблам            | 6856      |
| 7 | Тхамсерку             | 6808      |

Парк включає верхні басейни системи річок Дудг-Косі і Бгот Косі.
Найбільші населені пункти: Намче-Базар, Кумджунґ, Доле, Мочермо, Тьянґбоче, Панґбоче, Монжо, Періч.

## Етимологія
У перекладі з непальської «Саґарматга» означає «Мати богів».